# طوطی کاکای نورفک
طوطی کاکای نورفک (نام علمی: Nestor productus) گونه‌ای منقرض‌شده از طوطی‌های بزرگ است که به تیرهٔ طوطی‌های نیوزیلندی وابسته است. طوطی کاکای نورفک نخستین بار توسط جان گولد در سال ۱۸۳۶ با نام Plyctolophus productus توصیف شد. این پرندگان حدود ۳۸ سانتی‌متر طول داشتند، با روتنهٔ عمدتاً قهوه‌ای زیتونی، گونه‌ها و گلو به رنگ نارنجی مایل به قرمز، سینه، ران‌ها، دمگاه و پایین شکم به رنگ کاهی و نارنجی تیره و منقاری برجسته. این پرنده در صخره‌ها و نوک درختان جزیره نورفک و جزیره مجاور فیلیپ زندگی می‌کرد. این پرنده از خویشاوندان طوطی کاکای نیوزیلندی بود.

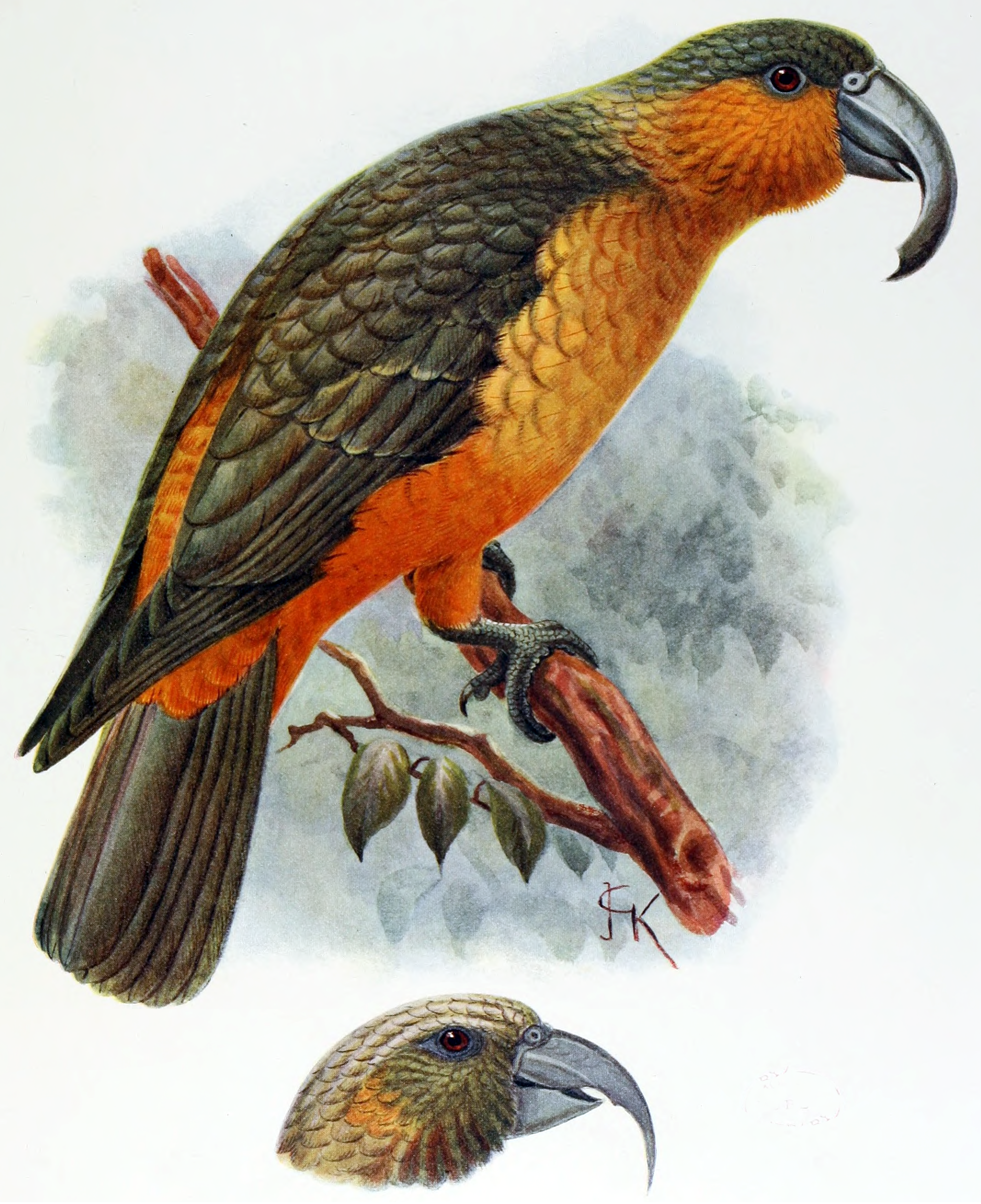
نگارهٔ جان کولمانز از پرنده‌ای از جزیره نورفک، و سر یک نمونه از جزیره فیلیپ

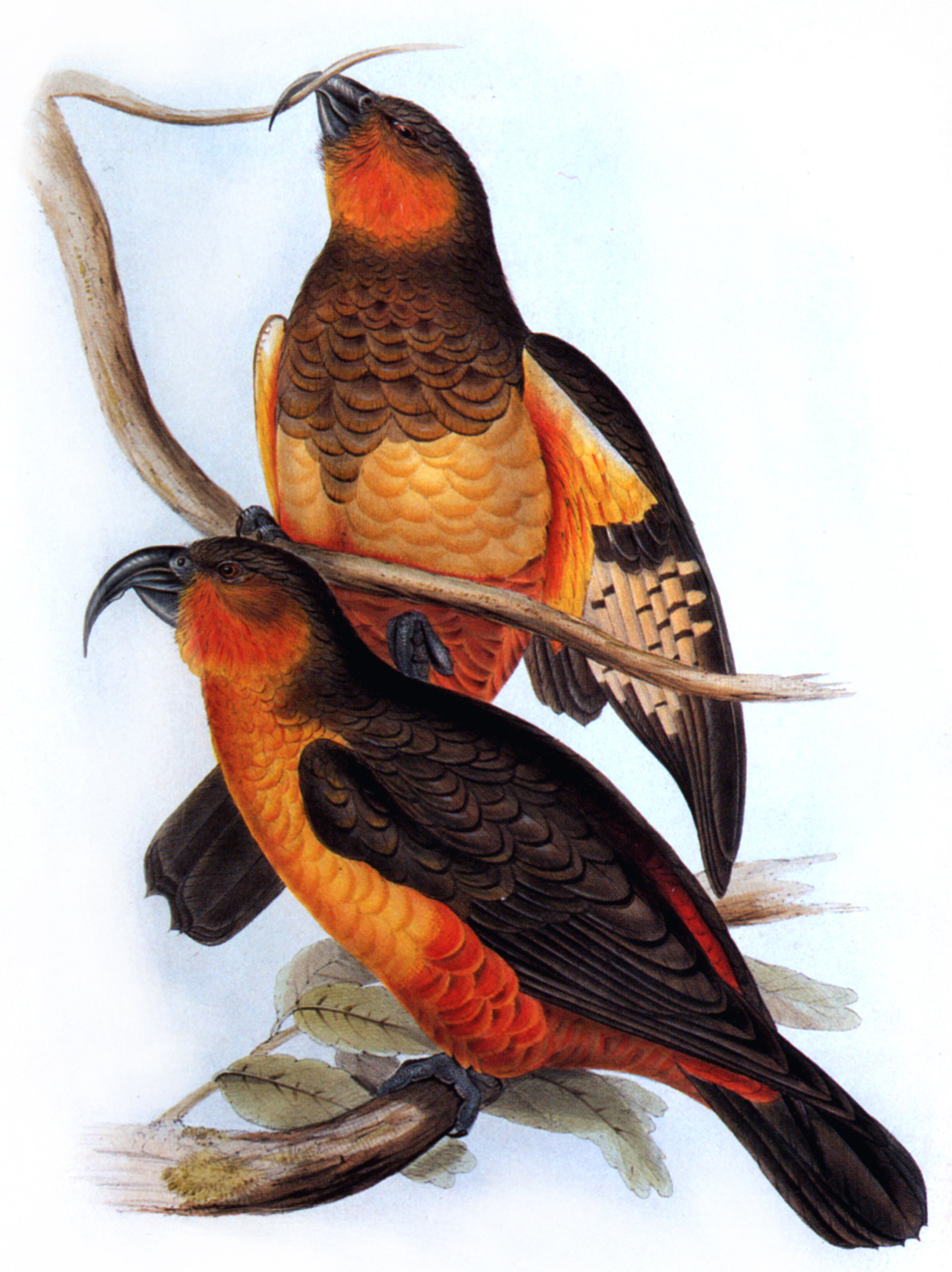
نقاشی اثر جان گولد